# Ethel Rhind
Ethel Rhind (1er décembre 1877 - 6 mars 1952) est une artiste irlandaise du vitrail et de la mosaïque, associée à An Túr Gloine. 

## Vie et éducation
Rhind naît le 1er décembre 1877 à Arrah dans le Bihar en Inde. Son père est Robert Hunter Rhind, un ingénieur civil né à Édimbourg, qui travaille dans la fonction publique indienne. Sa mère, Hannah Rhind (née Tate), est de White Abbey dans le comté d'Antrim, et est une parente de la famille Gore-Booth de Lissadell House dans le comté de Sligo. Rhind fait ses études au Londonderry High School puis à la School of Art de Belfast où elle obtient un certificat de professeur d'art en 1900. En 1902, elle reçoit une bourse pour étudier la mosaïque sous Miss Holloway à la Dublin Metropolitan School of Art. Rhind est l'une des premières élèves d' Alfred E. Child, qui enseigne l'artisanat du vitrail. Son travail d'étudiant est exposé à l'Irish International Exhibition en 1907. Rhind entre à An Túr Gloine de Sarah Purser en 1907-1908 pour travailler sur les vitraux et l'opus sectile. 
Rhind meurt le 6 mars 1952 dans une maison de retraite de Dún Laoghaire. 

## Œuvre artistique

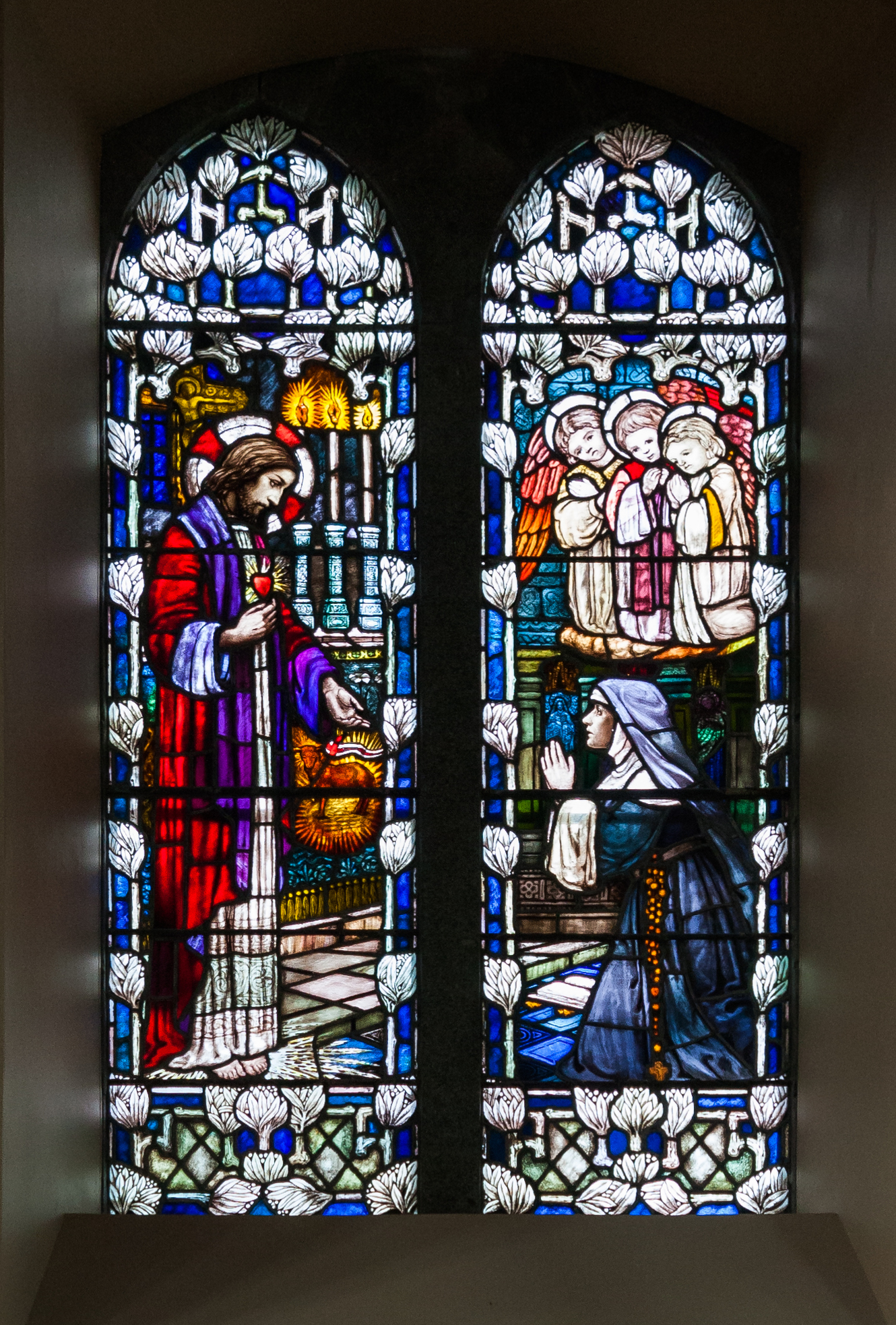
Vitrail par Ethel Rhind dans l'église du Sacré-Cœur, Castletownbere. Cette œuvre a été créée en 1910 et représente Margaret Mary Alacoque recevant la révélation du Sacré-Cœur.

Certains de ses premiers travaux se trouvent dans la fenêtre Harmony and Fortitude de l'église de Lissadell pour les Gore-Booths créés en 1907. En 1908, elle remporte le premier prix à la Royal Dublin Society pour sa fenêtre dans la chapelle Old Court, Strangford dans le comté de Down. La plupart de son travail est pour les églises de l'Église d'Irlande, bien qu'elle ait également conçu pour l'église presbytérienne de York Roadà Dún Laoghaire, la chapelle Honan, University College Cork et sa série St Carthage. À cette époque, elle vit avec sa sœur Sophia, qui est secrétaire à la Royal Irish Academy à Dublin. Lorsque Wilhelmina Geddes quitte An Túr Gloine en raison d'une mauvaise santé, Rhind termine ses créations. Rhind travaille également en étroite collaboration avec Catherine O'Brien . À partir de 1917, elle est membre de la Guild of Craft Workers. 
Son travail sur l'opus sectile est considéré comme très progressiste et sa contribution la plus significative à la réputation d'An Túr Gloine. Certaines de ses œuvres les plus remarquables sont les stations de la croix faites dans l'église St Enda à Spiddal dans le comté de Galway (1916-1928), les stations faites dans la cathédrale de Loughrea (1929-1933) et son monument aux morts de lArchange Michael en 1921 sur le mur extérieur de l'église All Saints, Grangegorman à Dublin,. Son travail incorpore la pierre, le verre et la coquille, plutôt que les minuscules tuiles ou tesselles plus traditionnelles. La tapisserie de 1912, Smuainteach, est dessinée par Rhind et tissée par la guilde Dún Emer à Dundrum ; elle fait partie des collections du musée national d'Irlande. Ses créations pour le vitrail et lopus sectile sont présentées à la Société des arts et métiers d'Irlande en 1910, 1917 et 1921. Deux de ses vitraux se trouvent aux États-Unis, l'un dans la chapelle du Sacred Heart Convent à Newton dans le Massachusetts et le second à Brophy College Chapel en Arizona. 
Rhind prend sa retraite du studio en 1939. 

## Catalogue raisonné
- St John (Attributed), (1906), St Eunan's Cathedral, Raphoe dans le comté de Donegal
- St Luke (Attributed), (1906), St Eunan's Cathedral, Raphoe dans le comté de Donegal
- St Eunan (1906), paint par Ethel Rhind et dessiné par Sarah Purser, St Eunan's Cathedral, Raphoe dans le comté de Donegal
- Harmony and Fortitude (1907), Church of Ireland Lissadell (near Lissadell House), County Sligo
- Title unknown (1907) (may have been destroyed in war), Church of England (St Nicholas'), Sutton, Londres en Angleterre
- SS Peter, Patrick, Columba, Andrew (1908), De Ross Church of Ireland family chapel, Old Court près de Strangford dans le comté de Down
- Martha and the Resurrection; Mary Magdalen washing the feet of Christ; the seven gifts of the Holy Spirit (Attributed), (1908), Church of Ireland, Kinnitty dans le comté d'Offaly
- The parables of the good and faithful servants and of the prudent virgins (1909), Presbyterian Church, York Road, Dún Laoghaire dans le comté de Dublin
- Mary of Bethany (1909), Church of Ireland Aughnacloy, County Tyrone
- Faith (1909), Church of Ireland, Tissaran dans le comté d'Offaly
- The Annunciation (Attributed), (1910), Catholic Church, Castletownbere dans le comté de Cork
- St Peter enthrowned, (circa 1910), Catholic Church, Labane, near Ardrahan dans le comté de Galway
- Fortitude (Attributed), (1910), Church of Ireland, Howth dans le comté de Dublin
- St Michael (Attributed), (1910), Presbyterian Hall Ballinasloe dans le comté de Galway
- St John (Attributed), (1910), Church of Ireland Knockainey dans le comté de Limerick
- Pilgrim's Progress (Attributed), (1913), Presbyterian Church, Townsend Street, Belfast dans le comté d'Antrim
- St Asicus (Attributed), (1910), Catholic Church, Tibohine, County Roscommon
- St Baithen (Attributed), (1910), Catholic Church, Tibohine dans le comté de Roscommon
- Two very small decorative windows (Attributed), (1910), Catholic Church, Tibohine dans le comté de Roscommon
- St Elizabeth, (circa 1910 - 12), (designed by Christopher Whall and painted by Ethel Rhind, Catholic Church, Labane, près d'Ardrahan dans le comté de Galway
- St Charles Borromeo (Attributed), (1912), Cathedral of St Eunan and St Columba, Letterkenny dans le comté de Donegal
- The Adoration of the Shepherds, the Resurrection, and the Last Judgement , (Attributed), (1913 —14), Church of Ireland, Croom dans le comté de Limerick
- The legend of St Brendan (I) (Attributed), (1914), Chapel of St. Brendan's College, Killarney dans le comté de Kerry
- The legend of St Brendan (II) (Attributed), (1914), Chapel of St. Brendan's College, Killarney dans le comté de Kerry
- The Institution of the Eucharist, with Judas, St John, Blessed Virgin Mary, the miraculous draft of fish, (Attributed), (1915), Church of Ireland, Magheralin dans le comté de Down
- A soldier led to Christ (Attributed), (1915), Church of Ireland, St. Ann's Church, Dawson Street à Dublin
- Two decorative windows, each with an angel in a medallion, (1915), Church of Ireland Ballymacormick dans le comté de Longford
- Praise the Lord (1916), Church of Ireland, St. Nahi's Church, Dundrum à Dublin
- Censing angel, trumpeting angel (Attributed), (1917), Church of Ireland, All Saints' Church, Raheny, Raheny dans le comté de Dublin
- The Crown of Life; war memorial (Attributed), (1918), St Canice's Cathedral, Kilkenny
- Stations of the Cross opus-sectile panels, (1918 — 1928), Catholic Church, Spiddal dans le comté de Galway
- St Mark (Attributed), (1919), Church of Ireland Knockainey dans le comté de Limerick
- Virtuous woman, (1919), Church of Ireland Farnaught, County Leitrim
- St Cecelia and the Good Samaritan (1920), Church of Ireland, Armagh (St Mark's) dans le comté d'Armagh
- St Killian, St Michael, and St George (Attributed), (1920), Church of Ireland, Howth dans le comté de Dublin
- The Resurrection (Attributed), (1920), Church of Ireland, Kilcullen dans le comté de Kildare
- "He hath delivered by soul in peace" (Attributed), (1920), Church of Ireland, Kilcullen dans le comté de Kildare
- Archangel Michael  (1921), opus-sectile mosaic panel on exterior of Church of Ireland, Grangegorman à Dublin
- The Risen Christ (1921), opus-sectile mosaic panel, St Columba's College, Dublin
- The Good Shepherd, Mary of Bethany, David (1921), Church of England St Peter's Church, Wallsend, Northumberland
- Parables (1921–22), (Attributed), Presbyterian Church, Townsend Street, Belfast dans le comté d'Antrim
- The miraculous draft of fishes, and the parable of the leaven (1922), Presbyterian Church, York Road, Dún Laoghaire dans le comté de Dublin
- Fortitude, (1923), Church of Ireland Farnaught, County Leitrim
- The Lord Triumphant, (opus-sectile mosaic; three panels), (1923), Church of Ireland, Magheralin dans le comté de Down
- Two angels holding a scroll opus-sectile mosaic panel (circa 1924), Church of Ireland Gorey dans le comté de Wexford
- Virtuous Woman and Beloved Physician (1926), Church of Ireland, Armagh (St Mark's) dans le comté d'Armagh
- St John and the Blessed Virgin Mary (Attributed), (1926), Church of Ireland, (St Mary's), Glenville dans le comté de Cork
- The Crucifixion with the Blessed Virgin Mary and St John (1927), Church of Ireland at St. Dympna's Hospital, Carlow dans le comté de Carlow
- St Andrew (Attributed), (1927), Church of Ireland, Malahide dans le comté de Dublin
- St Catherine of Alexandria (1927), Newton Country Day School, Newton, Massachusetts
- Charity: Phebe (1928), opus-sectile mosaic panel, Church of Ireland, Donor Avenue (St Catherine and St James), Dublin, formerly in the St Peter's, Aungier Street, Dublin
- Memorial to Eva Gore-Booth, (1928), formerly in Manchester University Settlement Chapel, Ancoats Hall, Every Street, Ancoats, Manchester
- St John (1929), Church of Ireland, Carrickfergus, County Antrim
- Stations of the Cross opus-sectile panels, (1929 -1932), St Brendan's Cathedral, Loughrea dans le comté de Galway
- Dorcas seated (1933), Methodist Church, Sandymount, Dublin
- The holy women at the tomb, (1933), Church of Ireland Ardbraccan, County Meath
- St Peter's Archbasilica, Rome; Fountain of Grace (circa 1934), Brophy College Preparatory, Phoenix, Arizona
- Stations of the Cross opus-sectile panels, (1934 - 1936), Franciscan Friary (St Anthony's), Athlone dans le comté de Westmeath
- The Nativity with the annunciation to the shepherds (1936), Church of Ireland at St. Dympna's Hospital, Carlow dans le comté de Carlow
- The Resurrection with the three Marys at the tomb of Christ (1936), Church of Ireland at St. Dympna's Hospital, Carlow, County Carlow
- The Good Samaritan (Attributed), (1937), Unitarian Church, Dublin
- St Modomndoc, (1937), Church of Ireland Farnaught dans le comté de Leitrim
- St John the Baptist in the wilderness (1938), Church of Ireland at St. Dympna's Hospital, Carlow dans le comté de Carlow
- St Stephen (1938), Church of Ireland at St. Dympna's Hospital, Carlow dans le comté de Carlow
- The Good Samaritan and the parable of the lost groat (1952), Presbyterian Church, York Road, Dún Laoghaire dans le comté de Dublin